# Movimento per la libertà e i diritti del popolo
Il Movimento per la libertà e i diritti del popolo (自由民権運動?, Jiyū minken undō) è stato un movimento politico-sociale sviluppatosi in Giappone durante il periodo Meiji (1868-1912). Comunemente, si ritiene che abbia avuto inizio nel 1874, quando venne presentata la petizione che richiedeva la prima votazione per l’istituzione della Dieta nazionale (Minsengiin setsuritsuken hakusho). Il movimento si sarebbe poi dissolto al momento dell’istituzione della Dieta, nel 1890. 
Il Jiyū minken undō portò avanti richieste quali la garanzia delle libertà di associazione ed espressione, la revisione dei trattati ineguali, la diminuzione delle imposte fondiarie, l’istituzione della Dieta e la compilazione della Costituzione, in opposizione quindi alla politica di Satsuma-Chōshū.

## Storia
È possibile dividere il movimento in tre fasi. La prima va dalla presentazione della petizione per l’istituzione della Dieta nel 1874, fino alla guerra del Seinan (“Guerra del Sud-Est”) nel 1877. La seconda fase parte con la ribellione di Satsuma e si conclude nel 1884-85, rappresentando l’epoca d’oro del movimento. Nella terza fase, il movimento, cogliendo l'occasione della revisione dei trattati ineguali, ai quali si opponeva, divenne il cuore del cosiddetto Daidō danketsu undō, ossia il movimento sviluppatosi attorno al 1887 che vedeva uniti tutti i gruppi in opposizione al governo.

### Origini del movimento
Nel 1873 Itakagi Taisuke appoggiò l’idea di un’invasione della penisola coreana (Seikanron), ma venne sconfitto dalla frangia moderata del governo guidata da Iwakura Tomomi. Iwakura era appena rientrato da una missione in Occidente e pertanto teneva in particolare considerazione le relazioni internazionali; il governo subì quindi una scissione interna che portò Itakagi, Saigō Takamori, Gotō Shōjirō, Etō Shinpei e Soejima Taneomi ad uscirne.
Nel successivo 1874, Takagi, Gotō ed Etō costituirono l’Aikokukōtō (Partito pubblico dei patrioti) con il quale, oltre a criticare il sistema dispotico detto “cricca degli han” (Satsuma e Chōshū), presentarono alla Camera di Sinistra (Sain) una petizione affinché venisse formato un parlamento democraticamente eletto. Fondarono anche la Risshisha (Società di auto-assistenza) a Kōchi.
Il fatto che la petizione fosse stata pubblicata sui giornali contribuì a far conoscere il movimento su larga scala. In particolare, fu proprio sui giornali che si aprì il dibattito riguardante la necessità o meno di avere dei parlamentari eletti. L’anno successivo, nel 1875, venne costituita a livello nazionale la Risshisha, ma visto che durante la Conferenza di Ōsaka Itagaki aveva riassunto il ruolo di Sangi e dal momento che sorsero delle difficoltà finanziarie, la società si sarebbe dissolta quasi fin da subito. Poco dopo, sfruttando la ribellione in corso a Satsuma, la società tentò anche di sollevarsi in rivolta, ma i leader della società vennero arrestati ed imprigionati.
Etō Shinpei, uno dei fuoriusciti dal governo, dopo aver presentato la petizione per la Dieta, guidò la rivolta samurai di Saga; quando poi arrivò la notizia della sua condanna a morte, gli appartenenti alla classe dei samurai, ostili al governo, presero a chiamare il movimento “Movimento per i diritti dei samurai”. Le agitazioni connesse allo scontento dei samurai, forti di una certa potenza militare, continuarono fino a quando scoppiò la Guerra del Seinan (“Guerra del Sud-Est”), nel 1877; i tumulti causati dal movimento in questo frangente erano dei conflitti armati veri e propri.

### Rafforzamento del movimento
Nel 1878, l’Aikokusha si risollevò e durante la sua quarta conferenza del 1880 venne creata la Kokkai kisei dōmei (Lega per l’istituzione della Dieta Nazionale) che, forte di un ampio sostegno, presentò nuovamente una petizione al governo. Inoltre, avendo sollevato la questione della riforma dell’imposta fondiaria, il movimento non rimase circoscritto solamente ai samurai scontenti ma penetrò anche nelle aree rurali. In particolare, l’imposta fondiaria costituiva un peso per i leader dei villaggi di ogni regione; pertanto il movimento si estese a tutta la popolazione.
In questa fase, incentrata sui leader delle zone rurali, ossia sulla classe ricca di queste aree, il movimento prese il nome di “Movimento per i diritti degli agricoltori abbienti”. In questa situazione, in cui i ricchi agricoltori arrivarono a costituire il perno del movimento, l’imposta fondiaria venne ridotta; ciò fu possibile sia perché il governo temeva un’insurrezione delle aree rurali che avrebbe potuto legarsi alle rivolte samurai, sia per l’inflazione dovuta all'aumento di moneta legale emessa per compensare le spese militari della Guerra del Seinan (“Guerra del Sud-Est”); qualunque fosse la ragione, si può affermare che ciò diede al movimento l’opportunità di portare avanti un movimento di carattere politico. All’epoca, dove mancava un’effettiva circolazione di informazioni, era necessario disporre di un’abbondante disponibilità economica per consentire comunicazioni e scambi tra i soggetti affiliati al movimento. E infatti, fu poi grazie alla classe degli agricoltori abbienti che si sviluppò l’idea che il ristabilimento della potenza nazionale e l’abbassamento dell’imposta fondiaria dovessero diventare richieste di prioritaria importanza. Oltre agli agricoltori e ai samurai, anche la classe borghese cittadina, le classi più povere e addirittura i giocatori d’azzardo — che non avevano nulla in comune tra loro se non le critiche nei confronti della politica del governo — si videro coinvolti in gran numero.
Di fronte al rafforzarsi del movimento, il governo nel 1875 emanò la Zambōritsu (Legge sulla diffamazione) e la Shinbunshi jōrei (Regolamentazione della stampa) e nel 1880 resistette al movimento con forme di repressione quale la Shūkai jōrei, il decreto che limitava la libertà di associazione.

### Bozze costituzionali
La Kokkai kisei dōmei sollevò la questione della Costituzione che, sebbene fosse stata promessa, non era ancora stata promulgata. È con questa premessa che la Kokkai kisei dōmei arrivò alla decisione di stilare, per conto proprio, una costituzione. Ciò avvenne raccogliendo le idee di varie personalità fino al 1881. Nacquero anche dei gruppi dedicati alla causa; tra questi la Kōjunsha, la quale redasse e pubblicò la sua proposta di costituzione nel 1881, vi è poi la Tōyō dainipponkoku kokken’an (Bozza della Costituzione Nazionale del Grande Giappone dell’Est) di Ueki Emori. Inoltre, nel 1968 in un magazzino di agricoltori nella città di Itsukaishi (l'odierna Akiruno) venne scoperta e divenne famosa, la Costituzione Itsukaichi, la quale attesta l’approfondirsi a livello ideologico del movimento e la sua influenza nell'area.

### Crisi di governo del 1881 e partiti politici
Il consigliere imperiale Ōkuma Shigenobu sostenne all’interno del governo i lavori iniziali per la creazione della Dieta, ma come conseguenza della crisi di governo del 1881 egli fu congedato da Itō Hirobumi, diventato Sangi a sua volta. D’altro canto, il governo riconoscendo la necessità di una Dieta e volendo allo stesso tempo sfuggire alle critiche, emanò l’editto per l’istituzione della Dieta (Kokkai kaisetsu chokuyu), nel quale prometteva che ciò sarebbe successo da lì a dieci anni. Con questa azione il piano per la creazione della Dieta si fece più concreto. C’è anche però da dire che, secondo le voci, il governo sperava che passati dieci anni la forza del movimento si sarebbe smorzata.
Successivamente, durante la terza conferenza della Kokkai kisei dōmei venne costituito il Jiyūtō (Partito liberale) e in sua opposizione nel 1882 Ōkuma Shigenobu divenne il capo del Rikken kaishintō (Partito di riforma costituzionale). A causa della crisi, il governo venne epurato della frangia più radicale (tra cui Ōkuma Shigenobu) che era vista favorevolmente dal Movimento per la libertà e diritti del popolo; inoltre, il governo ebbe successo nel consolidare la sua struttura incentrata sulla figura di Itō Hirobumi. Ciò avvenne anche attraverso l’inasprimento delle misure oppressive nei confronti del movimento, tra cui delle azioni per suscitare scissioni interne al movimento. Tramite Gōtō Shōjirō fu consigliato a Itagaki Taisuke, presidente del Jiyūtō, di recarsi in Occidente, ma questo determinò critiche veementi quando questi accettò: se ne andava all'estero in un momento critico per il Movimento per i diritti del popolo e a spese del governo.. Tra i suoi oppositori si contavano Baba Tatsui, Ōishi Masami e Taehiro Tetchō, i quali vennero espulsi dal Jiyūtō come misura preventiva, proprio da Itagaki. Ciò provocò però l’allontanamento anche di Taguchi Ukichi e Nakae Chōmin. Inoltre, il quotidiano Hōchi Shinbun, allineato con il Rikken kaishintō, criticò Itagaki e la connivenza tra il gruppo Mitsui e il Jiyūtō. In risposta questo fatto, dopo la partenza di Itagaki e Gotō, causò l’avviamento della campagna diffamatoria del quotidiano Jiyū Shinbun (allineato invece al Jiyūtō), la quale denunciava la relazione tra il gruppo Mitsui e, questa volta, il Rikken kaishintō.

### Escalation di violenza e declino
Ōi Kentarō e Naitō Roichi, appartenenti alla frangia radicale del Jiyūtō, per rispondere alla pesante oppressione del governo, considerarono l’utilizzo anche di tattiche violente che non disdegnavano la rivolta o gli atti di terrorismo. Inoltre, a causa della politica di deflazione portata avanti dal ministro delle finanze Matsukata Masayoshi anche l’insoddisfazione delle famiglie di agricoltori si aggravò, con la conseguente perdita di fiducia nel movimento.
In questo clima, in tutto il paese si verificarono molti casi di azioni violente, si parla infatti di geki jikan, termine che indica l’intensificarsi di questi episodi. Tra questi ci furono l’incidente di Akita nel 1881, l’incidente di Fukushima nel 1882, l’incidente di Takada nel 1883, gli incidenti di Kabasan, Gunma, Chichibu, Iida Nagoya nel 1886 e quello di Shizuoka. Anche l’incidente di Ōsaka viene considerato, alla stessa stregua, un’espansione di questa catena di episodi. Per questo motivo, il 15 gennaio 1885 il governo rese effettiva una clausola nel codice penale che prevedeva la regolamentazione delle sostanze esplosive.
Nel frattempo, nel 1882, Itagaki subì un attacco, il cosiddetto incidente di Gifu, da un malvivente legato alla corrente conservatrice. Nel 1884, il Jiyūtō si dissolse e alla fine di quello stesso anno anche il Rikken kaishintō ricevette un duro colpo dovuto alla defezione di Ōkuma Shigenobu e dei suoi sostenitori.

### Dalla ripresa all'istituzione della Dieta
Nel 1886 il movimento, grazie al Daidō danketsu undō, a sua volta appoggiato da Hoshi Tōru, registrò una nuova ripresa; inoltre, fu anche possibile assistere a nuove attività in campo ideologico portate avanti da Nakae Chōmin e Tokutomi Sohō. In aggiunta, l’anno successivo, il movimento si fece più veemente, forte della nascita del Sendai jiken undō (movimento nato in occasione della presentazione della petizione dell’incidente Sendai alla Camera degli Anziani); la petizione conteneva in particolare le richieste di abbassamento dell’importa fondiaria, di libertà di espressione e associazione e il cambiamento della politica diplomatica, in modo che andasse ad opporsi a quella basata sull'europeismo sostenuto da Inoue Kaoru. In risposta, il governo cercò di placare il movimento emanando la Hoan jōrei (Ordinanza per il mantenimento dell’ordine pubblico) e nominando Ōkuma Shigenobu, che continuava a mantenere legami con il Rikken kaishintō, Ministro degli esteri. Nel 1889, venne finalmente emanata la Costituzione Meiji e l’anno successivo si tennero le prime elezioni generali e la prima sessione della Dieta. Da quel momento in poi le dispute tra governo e partiti politici si sarebbero solte all’interno della Dieta.

## Critica storica
Negli studi condotti dal dopoguerra ad oggi, si è venuti ad identificare come contrapposte la fazione che sosteneva l’importanza dei diritti civili e quella che invece metteva al primo posto la sovranità e l’autorità dello Stato, in altre parole il governo. In questi ultimi anni però, grazie al lavoro di ricerca del professor Tamura Yasuoki e dei suoi colleghi dell’università di Kōchi, è stato dimostrato come anche nella fazione di coloro che sostenevano i diritti civili a Tosa, fosse implicato in una certa misura il concetto di autorità statale. La teoria accreditata fino a quel momento vedeva il Movimento per la Libertà e i Diritti del Popolo sostenere i diritti civili in un primo momento, per poi assumere una posizione più vicina a quella del governo. Secondo gli studi di Tamura, questa teoria non sarebbe corretta. Nei fatti, Itagaki aveva sostenuto l’invasione della penisola coreana. Anche il primo partito legato al movimento, non a caso, era chiamato Aikokukōtō, ossia Partito pubblico dei Patrioti, letteralmente “Amanti del Giappone”. Inoltre, né Ueki Emori né Nakae Chōmin ebbero mai una parola di critica nei confronti di un’ideologia che vedeva come guida e fautore della legislazione dello Stato la figura dell’imperatore.
Con questo studio, Tamura propone una visione che vede il Jiyū minken undō non come un movimento democratico, ma piuttosto come un movimento patriottico partito dal basso che si rifaceva al nazionalismo di epoca moderna; Tamura dimostra che fu proprio Itagaki l’artefice di un nazionalismo radicale che internazionalmente aveva tendenze guerrafondaie più che democratiche, basti pensare al Seikanron e agli incidenti di Jingo e Kōshin.